# Iglesia de la Calle Pekín
La Iglesia de la Calle Pekín (en chino tradicional, 北京街禮拜堂; en chino simplificado, 北京街礼拜堂) es una iglesia protestante que encuentra en Dalian, China es la antigua iglesia luterana de Dalian (en chino tradicional, 大連路德教堂; en chino simplificado, 大连路德教堂) y su edificio de iglesia es ahora un espacio histórico protegido por la ciudad de Dalian. Fue rebautizado recientemente como la Iglesia Chen-en de la ciudad de Dalian (en chino: 大连市承恩堂), pero la gente local todavía la llama "Iglesia de la Calle Pekín."